# 文景皇后 (後唐)
文景皇后秦氏（？—？），漢族，後唐獻祖朱邪赤心妻。
秦氏事跡不詳，只知她嫁與後唐獻祖及生後唐太祖李克用。同光元年（923年）閏四月，李存勗稱帝，追上秦氏諡號為文景皇后。